# Anna, Peti és Gergő
Az Anna, Peti és Gergő című gyermekkönyvsorozat Bartos Erika író (és építészmérnök) műve. A tizenegy kötetet számláló Anna, Peti és Gergő című könyvsorozat az építészmérnök végzettségű Bartos Erika családi ihletésű mesegyűjteménye, mely 2006 és 2009 között jelent meg az Alexandra kiadó gondozásában. (A könyveket azóta sem adták ki újra, a nagy közönségigény ellenére; a meglévő, egyre ritkább példányok tízezrekért cserélnek gazdát.) A sorozat a kisgyermekes családok mindennapi életét, apró eseményeit dolgozza fel a legkisebbek nyelvén, a szerző illusztrációival. A tizenegy kötetben összesen 170 mese kapott helyet.
Az Anna, Peti és Gergő sorozattal a szerző 2010-ben elnyerte a gyerekirodalmi szakma által szervezett "Tíz év ötven legjobb könyve" szavazás közönséglistáján az első helyezést. 
A szerző történeteit maga illusztrálja, meséivel harmonikus, megnyugtató világot közvetít. Sokrétű karitatív tevékenységéért a szerző Pro Voluntárius elismerést és a Máltai Szeretetszolgálat oklevelét vehette át. Kimagasló szakmai tevékenységért az Emberi Erőforrások Minisztériuma 2015-ben „Pro Familiis” díjban részesítette Bartos Erikát.

## Az Anna, Peti és Gergő sorozat kötetei
- Anna, Peti és Gergő - Gergőkönyv (2009)
- Anna, Peti és Gergő - Petikönyv (2009)
- Anna, Peti és Gergő - Annakönyv (2009)
- Anna, Peti és Gergő - Süss fel, Nap! (2008)
- Anna, Peti és Gergő - Megmondalak! (2008)
- Anna, Peti és Gergő - Családi fészek (2008)
- Anna, Peti és Gergő - Játsszunk együtt! (2008)
- Anna, Peti és Gergő - Irány az iskola! (2007)
- Anna, Peti és Gergő - Nagycsalád lettünk (2007)
- Anna és Peti - Irány az óvoda! (2006)
- Anna és Peti - Kistestvér érkezik (2006)

## Méltatás az Anna, Peti és Gergő könyvekről
Irigylem Annát és Petit, hiszen mindig ilyen könyvecskékből szerettem volna olvasni kisgyermekeimnek. Mert a nagymesék korszakát az efféle meséknek kell megelőzniük. A kisgyerekek mindennapjairól kellene mesélnünk, igen, lehetőleg olyan kedvesen, ahogy Bartos Erika szívhez szóló – mert szívből fakadó – rajzai és szövegei.
Évekkel ezelőtt nagy örömmel bukkantam rá Anna és Peti történeteire. Tetszettek a színes, fura kis rajzok, a mindnyájunkról szóló mesék, amelyek végén – mint egy jól elhelyezett csattanó – megjelenik a fénykép: így volt, igaz  
volt. Örülök, hogy a sorozat folytatódik, otthonos és ismerős.
Hároméves unokámnak egy hét leforgása alatt ötször kellett elolvasnom Anna, Peti és Gergő történetét. Javaslom, próbálják ki Önök is, ha van hasonló korú gyerek a családban. A könyv titka az a nyugalom és biztonságérzet, melyet a világot most felfedező apróságok leginkább igényelnek.
Bartos Erika meséi és rajzai nagy segítséget jelentenek a kisgyerekeknek ahhoz, hogy a nap során felgyülemlett szorongásokat oldják, és a gyerekek választ kapjanak olyan kérdésekre, amelyeket még nem is igazán tudnak feltenni. E kitűnő könyveknek, az Anna, Peti és Gergő sorozatnak köszönhetően a kicsik újra átélhetik a mindennapok örömeit, fájdalmait.
A díjazottak között van egy anyuka, akinek első gyermeke nehezen fogadta kistestvérét, az ezzel együtt járó helyzetet. Ő megrajzolta a kislányának mindazt, ami velük történt, mindazt, ami egy kisgyermek mindennapjainak a része. A történetek folytatódtak, és könyv formában egyre több gyerek követhette a háromgyerekessé nőtt család mindennapjait. Újabb mesekönyvek születtek, melyek szintén a gyermekek kedvenceivé váltak. Jótékonysági szervezetek munkatársai is megkeresték ezt az anyukát, olyan édesanyák, akiknek gyermekeit szintén elvarázsolta meséi derűjével, kedvességével, és azt kérték, hogy készítsen olyan mesekönyveket, amelyek a betegséggel küzdő gyermekek számára jelentenek kapaszkodót. Így jött létre a Szívfüzet, amely a szívkatéterezés előtt álló kisgyermekeknek mesél rajzosan az orvosi vizsgálatokról, és így jött létre a Bátorságpróba, amely a daganatos és leukémiás gyerekeket készíti fel rajzos mese nyelvén a rájuk váró vizsgálatokra, kezelésekre. Az Őrangyal mesék pedig az elfogadásról, a fogyatékkal élő kisgyermekekről szólnak, akik nem találják helyüket a saját közösségeikben. Ez az anyuka Bartos Erika, aki szintén itt van közöttünk. Ez a díj most lehetőséget ad arra, hogy ezt valamelyest viszonozzuk, kifejezzük elismerésünket és nagyrabecsülésünket a díjazottaknak. A díjakat én csak átadom, de ezt a díjat nem tőlem kapják, hanem a közösségtől, a nemzettől, a családoktól. Azt üzenik önöknek ezzel a díjjal, hogy köszönjük mindazt, amit értünk tettek és tesznek, a díjak a családok szeretetének megnyilatkozása is, fogadják ehhez hasonló szeretettel!

## Kritika
De akkor mi a rossz benne? Nekem pont az, ami a jó. Egy átlagos, esendő családot látunk, amiben mindenki olyan, amilyennek lennie kell, kivéve anyát, aki utánozhatatlanul tökéletes.

Sosem veszíti el a türelmét, sosem hibázik. Akármit kérnek a gyerekek, szélforgótól királylányos fátyolig, minden játékhoz minden alkotóelemből korlátlan mennyiség rendelkezésre áll otthon. Sosem kell elugrani az OBI-ba vagy az IKEA-ba. Anya előveszi a fiókból a ragasztót, a kartonpapírt, az ollót, a fátyolt, a szélforgóhoz a hurkapálcikát, a ruhácskához az anyagot.
[…]
A szülői önérzet az, amit – ha nem tök komolyan véve is, de – valóban rombol ez a mese, mert amilyen hétköznapinak mutatja magát az egyik oldalon, olyan rohadtul kivételes a másik oldalon.